# Первомайский район (Крым)
Первома́йский райо́н (укр. Первомайський район, крымскотат. Джурчы районы, Curçı rayonı; до 1944 года — Лариндорфский район) — административно-территориальная единица (район) и одноимённое муниципальное образование (муниципальный район) в Республике Крым Российской Федерации (согласно позиции России, фактически контролирующей Крым). Упразднённый район Автономной Республики Крым Украины (согласно позиции Украины).
Расположен в степи на северо-западе республики.
Административный центр района — пгт Первомайское.

## История
В 1935 году в Крымской АССР из северных и восточных частей Фрайдорфского района (первого в Крыму еврейского национального района) был образован второй еврейский национальный Лариндорфский район.
Указом Президиума Верховного Совета РСФСР № 621/6 от 14 декабря 1944 года Лариндорфский район был переименован в Первомайский. Указом Президиума Верховного Совета УССР «Об укрупнении сельских районов Крымской области», от 30 декабря 1962 года Первомайский район был упразднён; вновь восстановлен 8 декабря 1966 года.
17 июля 2020 года парламент Украины, не признающей осуществлённую в 2014 году аннексию Крыма Российской Федерацией, принял постановление о новой сети районов в стране, которым предполагается включить Первомайский район в состав Красногвардейского (Курманского), однако решение не вступало в силу до «возвращения Крыма под общую юрисдикцию Украины». 9 сентября 2023 года, несмотря на отсутствие контроля над полуостровом, вступили в силу поправки, которые ввели в действие данное постановление в отношении Крыма.

## Население
| 1939    | 1959    | 1970    | 1979    | 1989    | 2001    | 2009    | 2010    | 2011    |
| ------- | ------- | ------- | ------- | ------- | ------- | ------- | ------- | ------- |
| 14 341  | ↗16 953 | ↗32 079 | ↗35 984 | ↗39 905 | ↗40 349 | ↘36 239 | ↘36 014 | ↘35 790 |
| 2012    | 2013    | 2014    | 2015    | 2016    | 2017    | 2018    | 2019    | 2020    |
| ↘35 651 | ↘35 537 | ↘32 789 | ↗32 879 | ↘32 643 | ↘32 262 | ↘31 851 | ↘31 343 | ↘30 953 |
| 2021    |         |         |         |         |         |         |         |         |
| ↗31 684 |         |         |         |         |         |         |         |         |

По итогам переписи населения в Крымском федеральном округе по состоянию на 14 октября 2014 года численность постоянного населения района составила 32789 человек (100,0 % из которых — сельское).
По состоянию на 1 января 2014 года численность населения района составила 35451 постоянных жителей и 35426 человек наличного населения, на 1 июля 2014 года — 35380 постоянных жителей (в том числе 8996 городских (25,4 %) и 26384 сельских) и 35355 человек наличного населения.

### Национальный состав
По данным переписей населения 2001 и 2014 годов:
| национальность  | 2001, всего, чел. | % от все- го | 2014 всего, чел. | % от все- го | % от указав- ших |
| --------------- | ----------------- | ------------ | ---------------- | ------------ | ---------------- |
| указали         |                   |              | 32210            | 98,23 %      | 100,00 %         |
| русские         | 14155             | 35,07 %      | 14726            | 44,91 %      | 45,72 %          |
| украинцы        | 15317             | 37,94 %      | 9221             | 28,12 %      | 28,63 %          |
| крымские татары | 8693              | 21,53 %      | 6003             | 18,31 %      | 18,64 %          |
| татары          | 279               | 0,69 %       | 1146             | 3,50 %       | 3,56 %           |
| белорусы        | 696               | 1,72 %       | 392              | 1,20 %       | 1,22 %           |
| армяне          | 108               | 0,27 %       | 86               | 0,26 %       | 0,27 %           |
| узбеки          | 101               | 0,25 %       | 84               | 0,26 %       | 0,26 %           |
| молдаване       | 106               | 0,26 %       | 74               | 0,23 %       | 0,23 %           |
| поляки          | 101               | 0,25 %       | 60               | 0,18 %       | 0,19 %           |
| другие          | 811               | 2,01 %       | 418              | 1,27 %       | 1,30 %           |
| не указали      |                   |              | 579              | 1,77 %       |                  |
| всего           | 40367             | 100,00 %     | 32789            | 100,00 %     |                  |

По данным всесоюзной переписи населения 1939 года в районе было 147 населённых пунктов, численность жителей составила 14350 человек. В национальном отношении было учтено:
| Национальность  | Численность |
| --------------- | ----------- |
| Русские         | 3868        |
| Евреи           | 3492        |
| Крымские немцы  | 2032        |
| Крымские татары | 1924        |
| Украинцы        | 1673        |
| Армяне          | 421         |
| Болгары         | 89          |
| Греки           | 25          |

## Административно-муниципальное устройство
Первомайский район как муниципальное образование со статусом муниципального района в составе Республики Крым с 2014 года включает 17 муниципальных образований со статусом сельских поселений:
1. Абрикосовское
2. Алексеевское
3. Войковское
4. Гвардейское
5. Гришинское
6. Калининское
7. Кормовское
8. Крестьяновское
9. Октябрьское
10. Островское
11. Первомайское
12. Правдовское
13. Сарыбашское
14. Стахановское
15. Степновское
16. Сусанинское
17. Черновское

До 2014 года они составляли одноимённые местные советы: 1 поселковый совет и 16 сельских советов в рамках административного деления АР Крым в составе Украины (до 1991 года — Крымской области УССР в составе СССР).

### Населённые пункты
В состав Первомайского района входят 42 населённых пункта, в том числе: 1 посёлок городского типа (Первомайское) и 41 село, при этом с 2014 года все посёлки городского типа (пгт) Республики Крым отнесены к сельским населённым пунктам:
| №  | Населённый пункт | Тип  | Историческое название | Население (чел.) | Местный совет до 2014 года    | Муниципальное образование с 2014 года |
| -- | ---------------- | ---- | --------------------- | ---------------- | ----------------------------- | ------------------------------------- |
| 1  | Первомайское     | пгт  | Джурчи                | ↘7499            | Первомайский поселковый совет | Первомайское сельское поселение       |
| 2  | Макаровка        | село | Табор-Кирей           | ↘28              | Первомайский поселковый совет | Первомайское сельское поселение       |
| 3  | Пшеничное        | село | Учевли-Орка           | ↘428             | Первомайский поселковый совет | Первомайское сельское поселение       |
| 4  | Упорное          | село | Кыят-Орка             | ↗346             | Первомайский поселковый совет | Первомайское сельское поселение       |
| 5  | Абрикосово       | село | Айгашен               | ↗758             | Абрикосовский сельский совет  | Абрикосовское сельское поселение      |
| 6  | Алексеевка       | село | Эски-Али-Кеч          | ↘913             | Алексеевский сельский совет   | Алексеевское сельское поселение       |
| 7  | Привольное       | село | Коджамбак             | ↘32              | Алексеевский сельский совет   | Алексеевское сельское поселение       |
| 8  | Войково          | село | Айбар                 | ↘1694            | Войковский сельский совет     | Войковское сельское поселение         |
| 9  | Дмитровка        | село | Ой-Мамшак             | ↘143             | Войковский сельский совет     | Войковское сельское поселение         |
| 10 | Открытое         | село | Найн-Бронт            | ↘191             | Войковский сельский совет     | Войковское сельское поселение         |
| 11 | Гвардейское      | село | Акчора                | ↘772             | Гвардейский сельский совет    | Гвардейское сельское поселение        |
| 12 | Братское         | село | Бююк-Конрат           | ↘345             | Гвардейский сельский совет    | Гвардейское сельское поселение        |
| 13 | Еленовка         | село |                       | ↘267             | Гвардейский сельский совет    | Гвардейское сельское поселение        |
| 14 | Гришино          | село | Токулчак              | ↘1755            | Гришинский сельский совет     | Гришинское сельское поселение         |
| 15 | Выпасное         | село | Япынджа               | ↘119             | Гришинский сельский совет     | Гришинское сельское поселение         |
| 16 | Фрунзе           | село |                       | ↘492             | Гришинский сельский совет     | Гришинское сельское поселение         |
| 17 | Калинино         | село | Калининдорф           | ↘1640            | Калининский сельский совет    | Калининское сельское поселение        |
| 18 | Левитановка      | село |                       | ↘187             | Калининский сельский совет    | Калининское сельское поселение        |
| 19 | Кормовое         | село | Тогайлы               | ↘1360            | Кормовской сельский совет     | Кормовское сельское поселение         |
| 20 | Тихоновка        | село | Боз Татарский         | ↘201             | Кормовской сельский совет     | Кормовское сельское поселение         |
| 21 | Чапаево          | село | Боташ                 | ↘45              | Кормовской сельский совет     | Кормовское сельское поселение         |
| 22 | Крестьяновка     | село | Лариндорф             | ↘1450            | Крестьяновский сельский совет | Крестьяновское сельское поселение     |
| 23 | Новая Деревня    | село | Нейдорф               | ↗384             | Крестьяновский сельский совет | Крестьяновское сельское поселение     |
| 24 | Октябрьское      | село | Юдендорф              | ↘1192            | Октябрьский сельский совет    | Октябрьское сельское поселение        |
| 25 | Каменка          | село |                       | ↘171             | Октябрьский сельский совет    | Октябрьское сельское поселение        |
| 26 | Островское       | село | Кыят                  | ↘1123            | Островский сельский совет     | Островское сельское поселение         |
| 27 | Мельничное       | село | Кютюке Немецкий       | ↘297             | Островский сельский совет     | Островское сельское поселение         |
| 28 | Снегирёвка       | село | Леккерт               | ↘317             | Островский сельский совет     | Островское сельское поселение         |
| 29 | Правда           | село | Дер-Эмес              | ↘1474            | Правдовский сельский совет    | Правдовское сельское поселение        |
| 30 | Арбузово         | село | Сталинштадт           | ↘165             | Правдовский сельский совет    | Правдовское сельское поселение        |
| 31 | Матвеевка        | село | Шигим Русский         | ↘277             | Правдовский сельский совет    | Правдовское сельское поселение        |
| 32 | Сары-Баш         | село |                       | ↗1143            | Сарыбашский сельский совет    | Сарыбашское сельское поселение        |
| 33 | Стахановка       | село | Беш-Уй-Иляк           | ↘857             | Стахановский сельский совет   | Стахановское сельское поселение       |
| 34 | Дальнее          | село | Бурчи                 | ↘0               | Стахановский сельский совет   | Стахановское сельское поселение       |
| 35 | Степное          | село | Муний                 | ↘1461            | Степновский сельсовет         | Степновское сельское поселение        |
| 36 | Крыловка         | село | Кара-Найман           | ↘171             | Степновский сельсовет         | Степновское сельское поселение        |
| 37 | Сусанино         | село | Бююк-Бузав            | ↘800             | Сусанинский сельский совет    | Сусанинское сельское поселение        |
| 38 | Панфиловка       | село | Улан-Эли              | ↘135             | Сусанинский сельский совет    | Сусанинское сельское поселение        |
| 39 | Ровное           | село | Аджи-Атман            | ↘99              | Сусанинский сельский совет    | Сусанинское сельское поселение        |
| 40 | Черново          | село | Фрайдорф              | ↘843             | Черновский сельский совет     | Черновское сельское поселение         |
| 41 | Каштановка       | село | Тотман                | ↘332             | Черновский сельский совет     | Черновское сельское поселение         |
| 42 | Свердловское     | село | Девлет-Али            | ↘203             | Черновский сельский совет     | Черновское сельское поселение         |